# Schönerstadt
Schönerstadt ist ein Gemeindeteil der sächsischen Stadt Oederan im Landkreis Mittelsachsen.

## Geographie

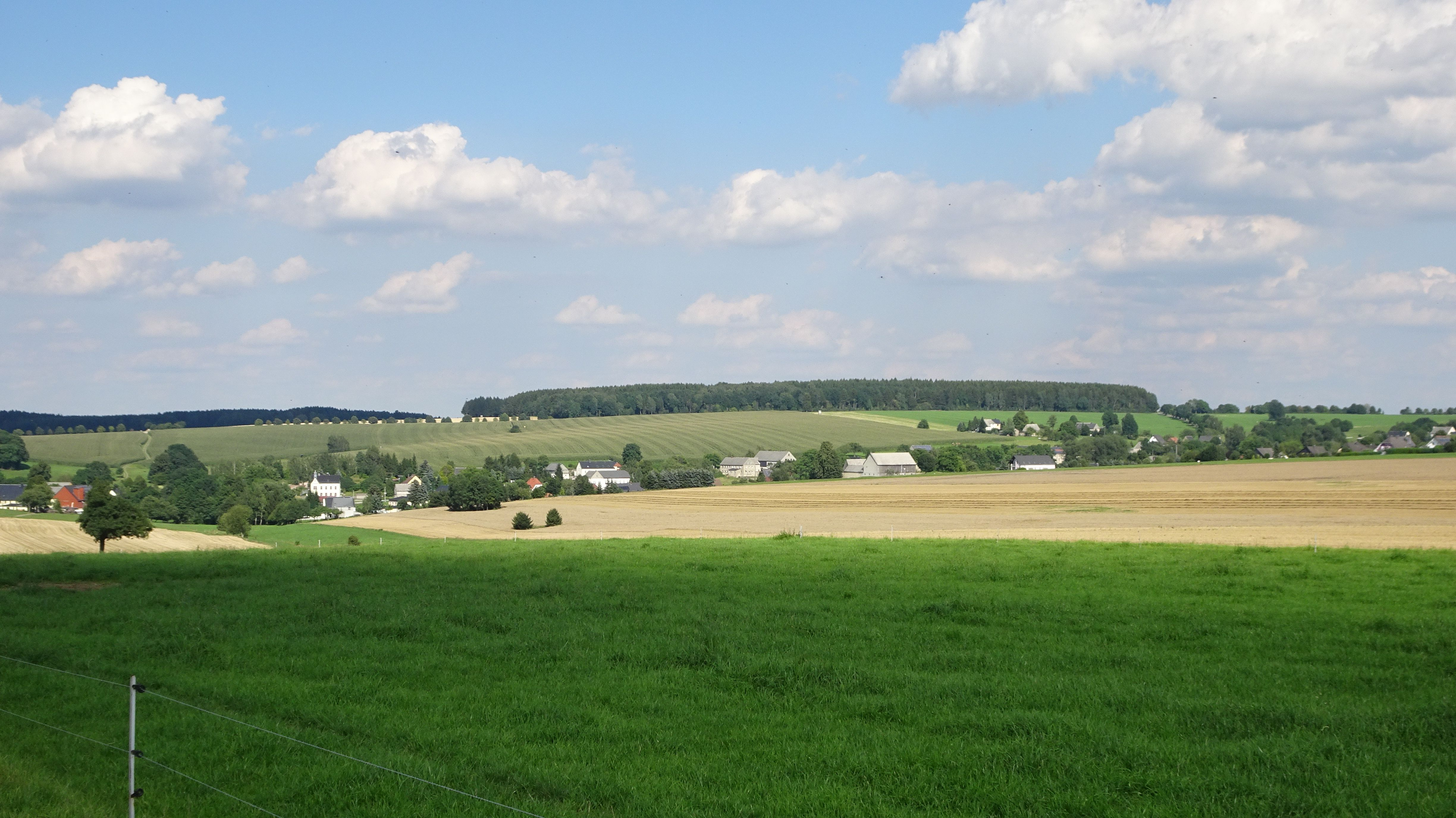
Schönerstadt mit Blick in Richtung Udohöhe

### Geographische Lage
Schönerstadt liegt etwa 17 Kilometer ostnordöstlich der sächsischen Großstadt Chemnitz. Auf Schönerstädter Ortsflur entspringt die Kleine Striegis. Östlich von Schönerstadt liegt die 496 m ü. HN hohe Udohöhe, südlich die 495 m ü. NN hohe Schönerstadter Höhe.

### Nachbarorte
Nachbarorte von Schönerstadt sind Hartha im Nordosten, Memmendorf im Osten, Börnichen im Südosten, Hetzdorf im Süden, Falkenau und Flöha im Südwesten, Hausdorf im Westen sowie Mühlbach und Langenstriegis im Nordwesten und Norden.

## Geschichte

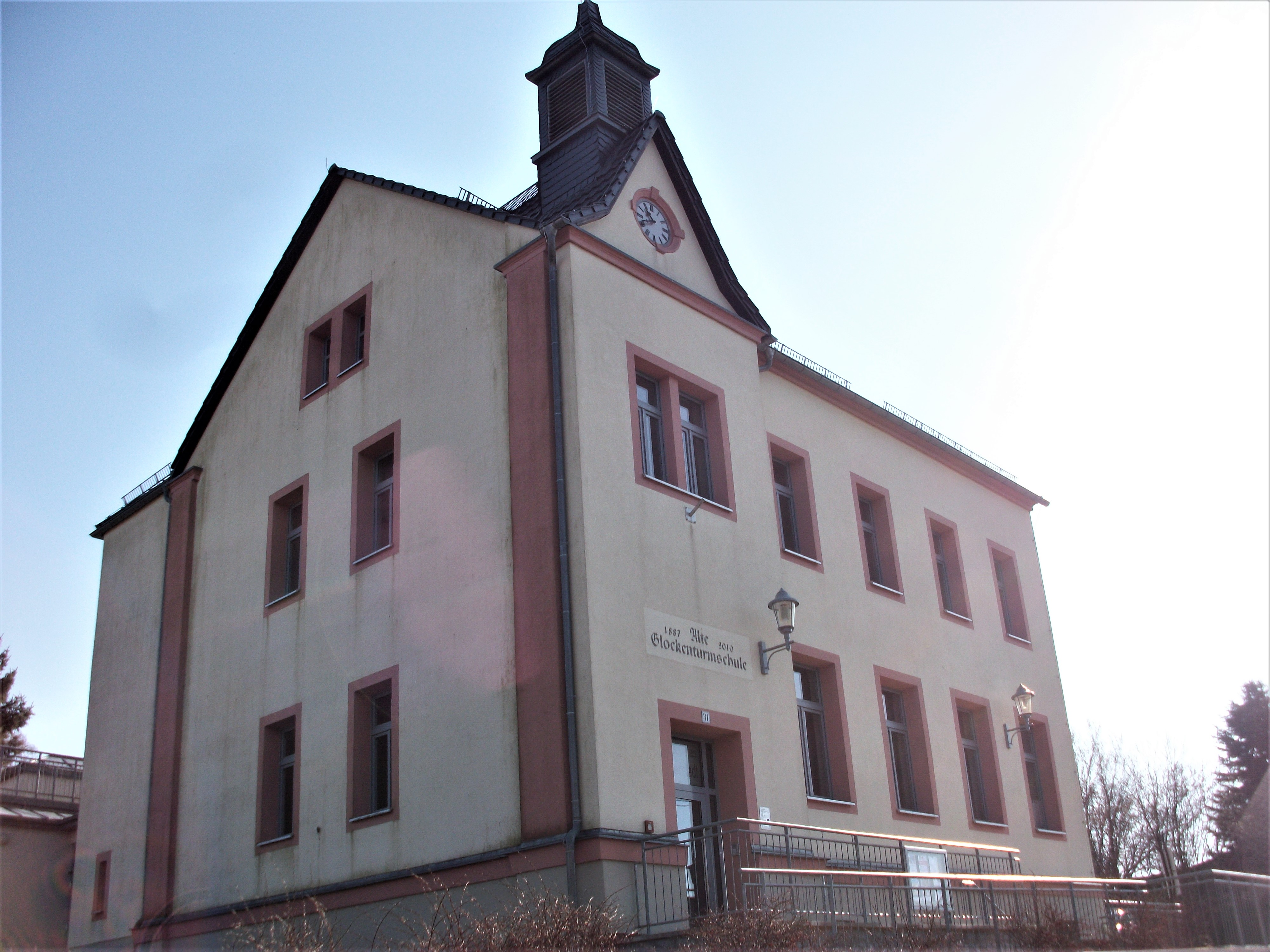
Glockenturmschule Schönerstadt (Dorfgemeinschaftshaus)

Die erste belegte Ortsnamenform datiert von 1378 als Schonrestat. In der Mitte des 15. Jahrhunderts befand sich Schönerstadt zusammen mit Börnichen im Besitz der Familie von Rechenberg. Beide Orte wurden 1478 als Teil des Leibgedings der Barbara von Rechenberg erwähnt. Ihre Heirat mit Kaspar von Schönberg überführte Schönerstadt in das Eigentum dieser Familie. Nach einem ersten Lehnbrief aus dem Jahr 1482 wurde Kaspar vier Jahre später von Herzog Albrecht nochmals mit Schönerstadt, einer Reihe weiterer Städte und Dörfer sowie dem Schloss Sachsenburg belehnt. Hans Caspar von Schönberg auf Neusorge begründete die Börnichener Linie, deren Stammsitz das Schloss in Börnichen wurde. Diese besaß in den folgenden Jahrhunderten trotz durch Erbteilungen bedingte personelle Wechsel die Eigentumsrechte an Schönerstadt. Die Einwohner mussten auf dem Rittergut Börnichen und dem umfangreichen Landbesitz der Familie von Schönberg Fron- und Zinsdienste leisten. In Schönerstadt im Amt Augustusburg wurden 1529 Hexenverfolgungen durchgeführt: Zwei Frauen gerieten in Hexenprozesse und starben in der Folter.
August Schumann nennt 1823 im Staats-, Post- und Zeitungslexikon von Sachsen Börnichen betreffend u. a.:

„[…], gehört zu dem, nahe in Süden gelegenen, altschrifts. Rittergut Börnichen, jetzt also dem Major v. Schönberg. […] Es giebt hier im Niederdorfe in kleines Erbgericht; ferner 16 Bauerngüter (meist recht wohl gebaut, und mit mittelmäßigem Felde, auch ansehnlichen Wiesewachs versehen), einen Gasthof am unteren Ende des Ortes, […], 2 Mühlen, und noch ein Wirthshaus am obern Ende; […]. Die Bewohner treiben größtentheils Fabrikarbeit für Oederan, wohin sie auch gepfarrt sind. Mitten im Dorfe liegt ein herrschaftlicher Teich von mittler Größe. […] Der hiesige Schullehrer darf, wegen der Entfernung von der Kirche, Sonn- und Festtags die Nachmittags-Betstunde halten. Für 7 arme Kinder hiesigen Orts wird, einer alter Stiftung gemäß, vom Rittergute Börnichen das Jährliche Schulgeld entrichtet.“

Ein Aktenstück, datiert von 1714, bezeugt das Verbot der Schafhaltung für die Untertanen von Schönerstadt, weil deren Herrschaft die Trift zustand. Auch Entenzucht war wegen des Schadens, den die Herrschaft in den Fischwassern befürchtete, untersagt. Außer den Mühlen gab es zu dieser Zeit einige Handwerksbetriebe im Ort. Manche Männer des Ortes arbeiteten um 1840 im Kohlebergbau von Flöha, wohin sie täglich auf dem „Bergmannssteig“ gelangten.
1832 erfolgte die Ablösung der Fron- und Zinsdienste gegen eine einmalige Geldentschädigung. Ein Jahr später wurde der Gesindedienstzwang aufgehoben.

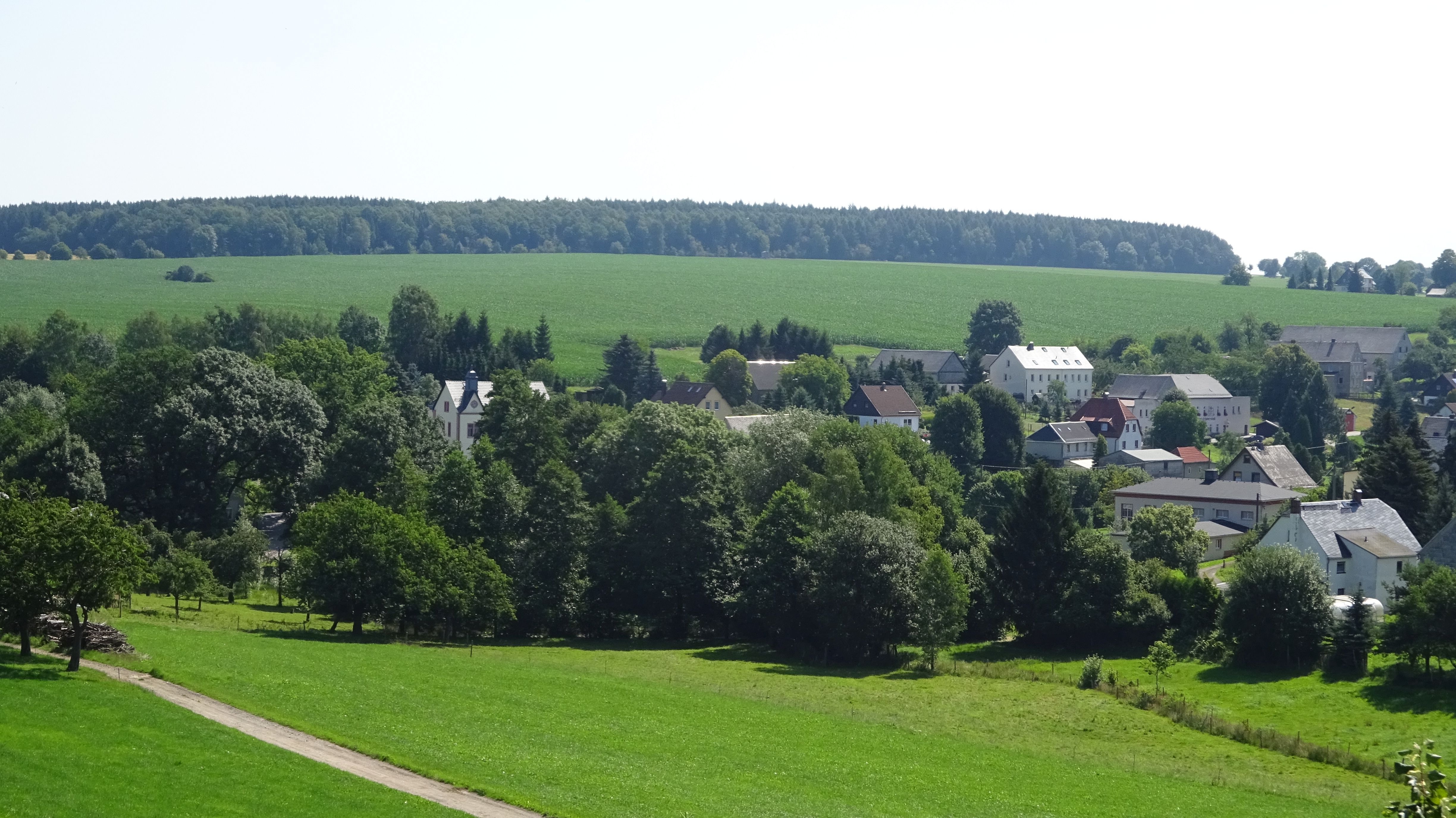
Schönerstadt Dorfmitte mit Dorfgemeinschaftshaus

Zu DDR-Zeiten war die Mehrzahl der Beschäftigten in der Landwirtschaft tätig. Am 1. April 1960 wurde eine Landwirtschaftliche Produktionsgenossenschaft gegründet. Die landwirtschaftlichen Flächen wurden von der KAP Oederan bestellt. Heute werden die Flächen durch die Agrozuchtfarm Breitenau sowie Bauern im Nebenerwerb bewirtschaftet.
Zum 1. Januar 1994 wurde Schönerstadt nach Oederan eingemeindet.

## Entwicklung der Einwohnerzahl
| Jahr | Einwohnerzahl                                        |
| ---- | ---------------------------------------------------- |
| 1551 | 25 besessene Mann, 8Häusler, 25 Inwohner, 30 ½ Hufen |
| 1764 | 16 besessene Mann, 6 Gärtner, 32 Häusler, 20 ¾ Hufen |
| 1834 | 573                                                  |
| 1871 | 598                                                  |

| Jahr | Einwohnerzahl |
| ---- | ------------- |
| 1890 | 579           |
| 1910 | 523           |
| 1925 | 568           |
| 1939 | 466           |

| Jahr | Einwohnerzahl |
| ---- | ------------- |
| 1946 | 562           |
| 1950 | 590           |
| 1964 | 483           |
| 1990 | 383           |

## Kultur

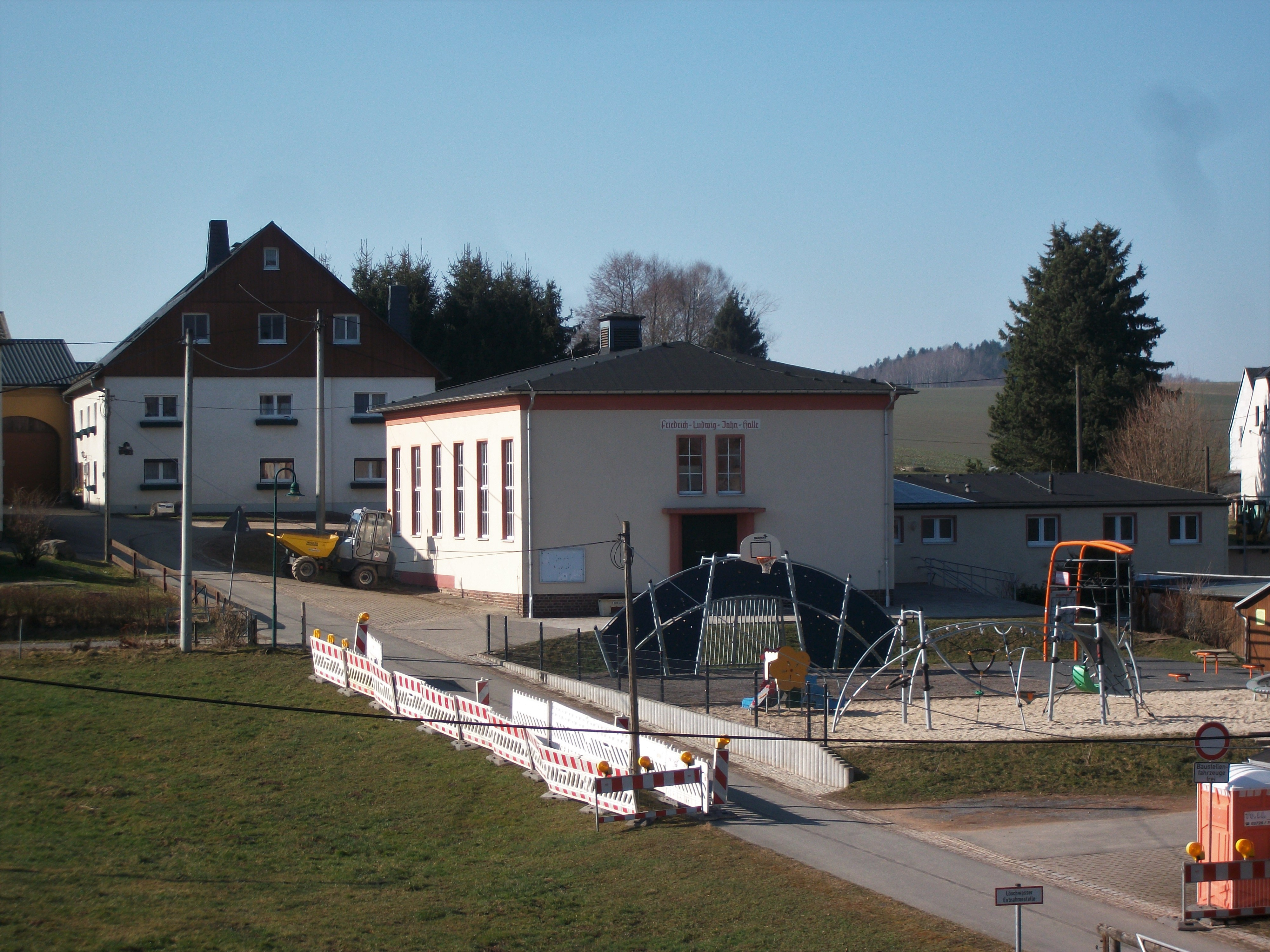
Friedrich-Ludwig-Jahn-Halle in Schönerstadt

### Religion
Schönerstadt ist seit jeher nach Oederan gepfarrt und gehört zur Evangelisch-lutherischen Kirchgemeinde Oederan mit ihrer Kirche St. Marien. Die römisch-katholischen Bewohner gehören zur Gemeinde St. Theresia in Flöha als Teil der Katholischen Pfarrei St. Johannis der Evangelist Freiberg.

### Vereine
Schönerstadt besitzt eine eigene Freiwillige Feuerwehr mit Förderverein, einen Sportverein und eine Schützengesellschaft. Die 1974 geschlossene Schule wurde 2011 grundhaft saniert und ist seitdem Dorfgemeinschaftshaus mit angeschlossenem Feuerwehrhaus.